# يوم ذات الشقوق
يوم ذات الشقوق وهو أحد أيام العرب في الجاهلية، وكان لبني تميم على جمع الأحاليف بنو أسد وغطفان وطيئ، وقد كان هذا اليوم على أثر يوم النسار وبعده بمدةٍ قصيره.

## المعركة
كان الأحاليف قد غزو بني عامر بن صعصعة حُلفاء تميم يوم النسار وقتلوهم، فغضب لهم بنو تميم، فأغارت عليهم يوم الجفار فهزمت تميم، فقال ضمرة: الخمر عليّ حرام حتى يكون له يوم يكافئه!، فجمع ضمرة بن ضمرة الدارمي التميمي جمعاً كبيراً من قومه، وأغار بهم على بلاد الأحاليف (أسد وغطفان وطيء) في شمال نجد فقتل منهم خلقاً وظفر بهم وسبى وغنم، 
وقال ضمرة بن ضمرة في ذلك:

## التشابه
وذكر البلاذري يوماً أخراً يُعرف بيوم ذات الشقوق أيضاً وهو لتميمٍ أيضاً على بكر بن وائل أغار عليهم طريف بن تميم العنبري بجمعٍ من قومه فقتل سيدهم شراحيل بن مرة الشيباني وأخذ أموالهم وقال في ذلك: